# Rondibilis undulatus
Rondibilis undulatus là một loài bọ cánh cứng trong họ Cerambycidae.